# Konsularjurisdiktion
Konsularjurisdiktion kallades den domsrätt, som i vissa icke kristna länder utövades av kristna länders där anställda myndigheter, företrädesvis vid konsulaten. Den brukar vanligtvis räknas som extraterritoriell rätt.

## Ursprung

### Osmanska rikets kapitulationer
Ursprungligen uppkom denna konsulernas rätt genom sed och hävd, men den bekräftades efter hand genom uttryckliga avtal, kapitulationer, särskilt år 1154 mellan Egypten och Pisa, 1453 mellan turkiske sultanen och Republiken Genua och 1454 mellan densamme och Republiken Venedig. Typisk för alla viktigare följande kapitulationer blev överenskommelsen 1535 mellan Osmanska riket och Frankrike, som sedermera i likhet med övriga kapitulationer tid efter annan förnyades, även om benämningen förändrades från mitten av 1700-talet. Även Sverige slöt sådana fördrag såväl med Osmanska riket och dess biländer, först 1737, förnyade senare genom handels- och sjöfartstraktaten 1862 och det 1863 utfärdade turkiska reglementet angående konsulaten.

### Ojämlika fördragen i Ostasien
Andra kända exempel på konsularjurisdiktion var västmakternas ojämlika fördrag och fördragshamnar i Qingdynastins Kina och Kejsardömet Japan, mest välkänt fördraget i Nanking år 1842 där Storbritannien erhöll Hongkong men även konsularjurisdiktion över brittiska medborgare bosatta i de öppna hamnarna.
1847 slöt Sverige ett liknande fördrag med Kina där Kina fråntogs jurisdiktion över svenska och norska medborgare i fördragshamnarna.
Svenska utlandsmyndigheter hade vid olika tillfällen också domsrätt över svenska medborgare i Marocko, Persien, Siam och Japan.

## Svensk konsularjurisdiktion
Den svenska konsularjurisdiktionen blev emellertid först genom lagen av 5 juni 1909 närmare reglerad och bestämd. Underkastade svensk konsularjurisdiktion var principiellt dels svenska medborgare och s.k. skyddslingar, d.v.s. personer, som var ställda under Sveriges beskydd, dels andra utländska undersåtar om dessa hade begått brott ombord på svenskt fartyg.
Konsularjurisdiktionen utövades enligt ovannämnda lag av konsulardomare, vartill kungen förordnade konsul eller annan för befattningen lämplig man, äfvensom av konsularrätt, vilken bestod av konsulardomaren som ordförande och två av honom årligen i december för nästföljande år utsedda ledamöter.
Vid utövningen av svensk konsularjurisdiktion skulle i allmänhet svensk rätt tillämpas, om än med vissa genom 1909
års lag bestämda avvikelser och särskilda tillägg, vilka huvudsakligast avsåg rättegångssättet och sättet för fullföljd av talan mot beslut, som meddelats av konsulardomare och konsularrätt, ävensom för underställning av mål, som sålunda avdömts. 
Konsulardomaren var tillika överexekutor, utmätningsman och polismyndighet med rätt att utfärda nödvändiga ordningsföreskrifter och stadga böter för överträdelser. Beträffande förhållandet mellan olika länders konsulardomstolar och deras behörighet gällde i allmänhet regeln actor sequitur forum rei, d.v.s. svarandens nationalitet eller skyddslingskap var avgörande, och målet föll under dennes hemlands konsulardomstol, såvida ej, såsom stundom i civila mål skett, saken hänvisas till en blandad domstol. Om den målsägande i ett brottmål är undersåte i det land, där konsularjurisdiktion utövas, tillhörde domsrätten ibland den inhemska domstolen under medverkan av konsularmyndighet, men oftast antingen en särskilt bildad domstol eller också konsulardomstolen ensam. I civila mål gällde, när ena parten är inhemsk undersåte, oftast regeln actor sequitur forum rei eller ock avdömdes målet av konsularmyndighet i förening med den inhemska domaren. Mål rörande fastigheter föll dock under
judex rei sitæ (domaren å den ort, där fastigheten är belägen), och att i många fall särskilda bestämmelser är givna.

## Avskaffande
I Japan avstod Sverige från sin domsrätt över svenska medborgare under 1890-talet. Sedan träffade Sverige under 1900-talets första hälft liknande överenskommelser med de flesta andra länder där Sverige hade konsularjurisdiktion. I Kina avskaffades svensk konsularjurisdiktion först efter Andra världskriget.